# آئدو
آئدو (به اسپانیایی: Haedo) شهری در کشور آرژانتین، استان بوئنوس آیرس است که در سال ۲۰۰۹ میلادی، حدود ۳۸٬۰۶۸ نفر جمعیت داشته است.